# Mammillaria perezdelarosae
Mammillaria perezdelarosae (укр. Мамілярія пересделароса, мамілярія Переса де ла Роси) — сукулентна рослина з роду мамілярія (Mammillaria) родини кактусових (Cactaceae).

## Історія

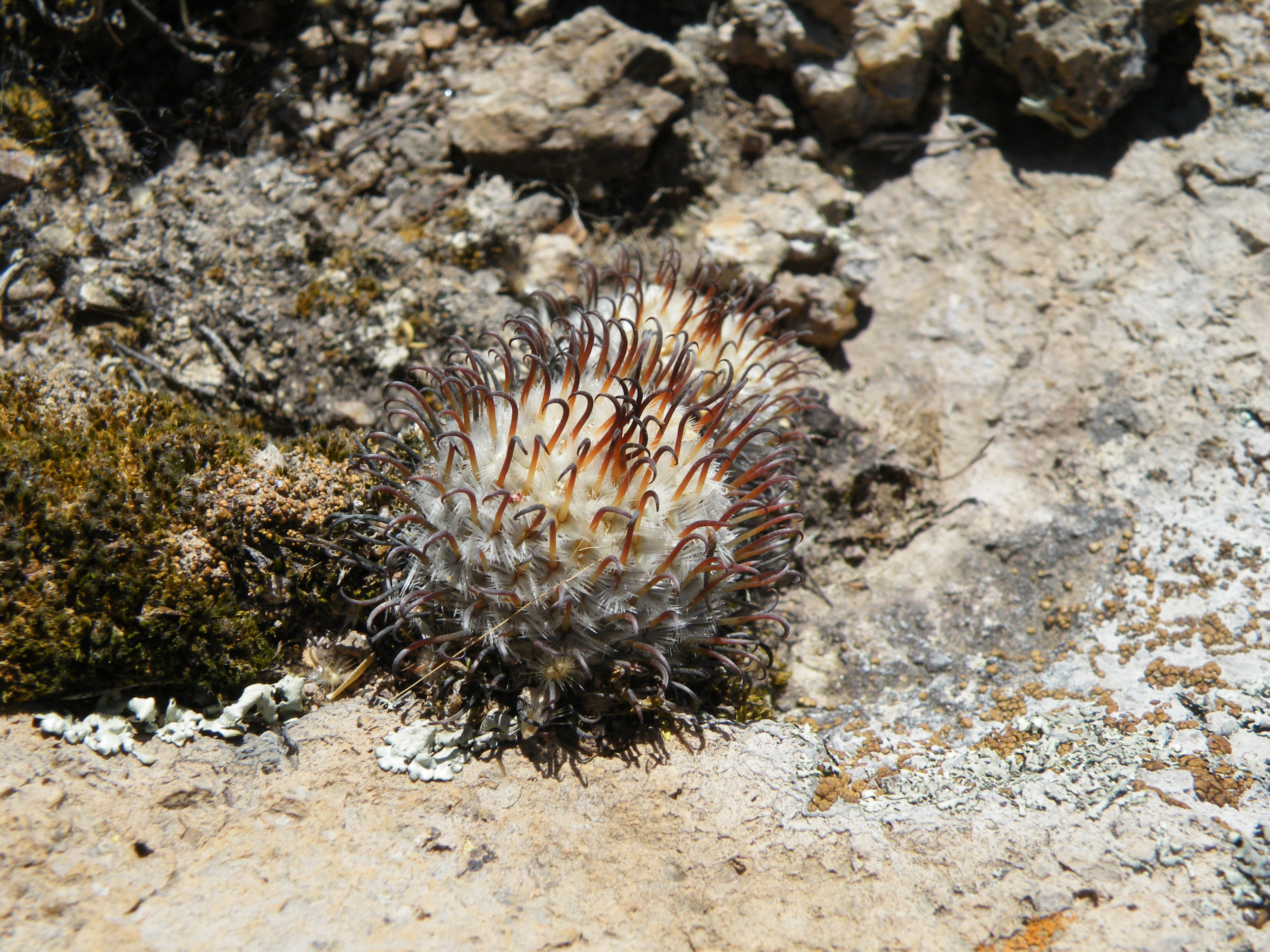
Mammillaria perezdelarosae у природних умовах, штат Агуаскальєнтес

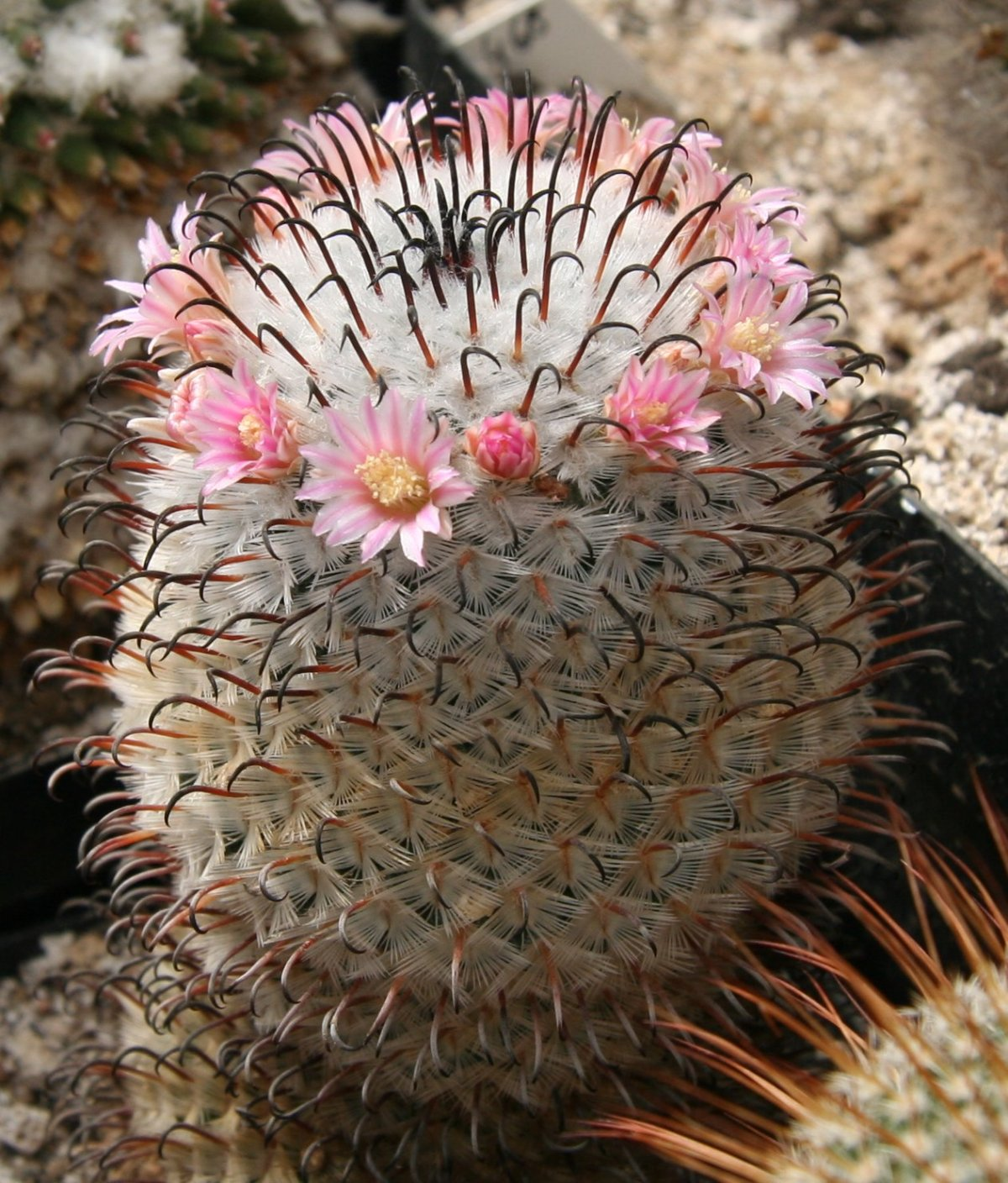
Квітуча Mammillaria perezdelarosae

Вид вперше описаний мексиканськими ботаніками Леєю Шейнвар (ісп. Leia Scheinvar, нар. 1954) і Елією Браво-Ольїс у 1985 році у виданні ісп. «Cactáceas y Suculentas Mexicanas».

## Етимологія
Видова назва дана на честь мексиканського лісовода та секретаря Ботанічного інституту університету Гвадалахари Хорхе Переса де ла Роси (ісп. Jorge Perez de la Rosa, нар. 1955).

## Ареал і екологія
Mammillaria perezdelarosae є ендемічною рослиною Мексики. Ареал розташований у штатах Халіско і Агуаскальєнтес. Рослини зростають на висоті від 2000 до 2400 метрів над рівнем моря частіше на краях або крутих схилах каньйонів, часто в густому моху.

## Морфологічний опис
| Орган              | Опис |
| Рослини            | одиночні або формують кластери, із стеблами, що утворюють дах з колючок.                                   |
| Коріння            | |
| Стебло             | здавлено-кулясте до коротко-циліндричного, до 7,5 см заввишки, в діаметрі 4,5 см.                          |
| Епідерміс          | Епідерміс яскраво-темно-зелений.                                                                           |
| Маміли             | конічні з округленими кінцями, зазвичай без молочного соку.                                                |
| Ареоли             | |
| Аксили             | з щетинками.                                                                                               |
| Центральні колючки | 1-2, висхідні, темно-червоні, завдовжки 11-14 мм, найнижчі з гачками.                                      |
| Радіальні колючки  | 30-60, гребінчасто розташовані, від голко- до волосоподібних, білі з жовтими основами, завдовжки 2-3,5 мм. |
| Квіти              | зеленувато-білі до кремових, до 20 мм завдовжки.                                                           |
| Бутони             | |
| Зовнішні пелюстки  | |
| Внутрішні пелюстки | |
| Тичинки            | |
| Маточка            | |
| Плоди              | червоні.                                                                                                   |
| Насіння            | коричнево-чорне.                                                                                           |

## Систематика
Девід Річард Гант у 1997 році звів цей вид до підвиду Mammillaria bombycina (Mammillaria bombycina subsp. perezdelarosae), але американські ботаніки Волтер (англ. Walter Alfred Fitz Maurice, 1924—2015) і Бетті Фіц-Моріси (англ. Elizabeth Ann (Betty) Fitz-Maurice), які вивчили серію за довгі роки, вважають, що це надійний вид, і між ним і Mammillaria bombycina, не знайдено жодних перехідних форм. Прийнятий також як окремий вид Едвардом Фредеріком Андерсоном  — членом Робочої групи Міжнародної організації з вивчення сукулентних рослин (IOS), колишнім її президентом у його фундаментальній монографії з родини кактусових «The Cactus Family». Джон Вільям Пілбім (англ. John William Pilbeam, нар. 1931) теж поділяє думку, що це два різні види.
Їхній зовнішній вигляд різний. Mammillaria perezdelarosae одиночна або неохоче дає паростки, і її розміри не більше 7,5 см заввишки і 4,5 см у діаметрі, часто набагато менше, а Mammillaria bombycina зростає в природі такими ж великими стеблами, як і в культурі (близько 8 у діаметрі і понад 12 см заввишки), і утворює колонії до 20 і більше стебел. Квіти і плоди також різняться: білі, виступаючі плоди у Mammillaria bombycina, і дрібні, які не виступають крізь колючки, або — рідко — виступаючі червоні плоди у Mammillaria perezdelarosae. Насіння Mammillaria perezdelarosae в два рази більше, ніж у Mammillaria bombycina. Mammillaria bombycina зростає в опалому листі під дубами, а Mammillaria perezdelarosae в голих, або — максимум — вкритих мохом ущелинах скель.